# Kuruc brigadérosok listája
Az alábbi lista a Rákóczi-szabadságharc brigadérosainak névsorát tartalmazza kinevezéseikkel és előléptetéseikkel, betűrendben. (II. Rákóczi Ferenc 39 brigadérosa közül heten léptek elő tábornokká, ők a kuruc tábornokok listájában is szerepelnek: Bagossy Pál, Berthóti István, Bezerédj Imre, Csáky Mihály, Ebeczky István, Nagyszegi Gábor és Palocsay György.)
- Babócsay Ferenc (1710. január 22-én elesett a romhányi csatában; a kuruc katonai felső vezetésből ő az egyetlen, aki harctéren vesztette életét)
  - 1706. május–júliustól brigadéros
- Bagossy Pál (†1709. február 21.)
  - 1707. április 25-étől brigadéros
  - 1708. október–novemberben generális-főstrázsamesterré lép elő
- Balogh Ádám (1710. október 29-étől császári fogságban, 1711. február 6-án kivégzik)
  - 1704. január közepétől lovas ezereskapitány (1704. áprilisban rövid időre elpártolt, de májustól ismét kuruc)
  - 1708. augusztus 9-étől brigadéros (elöljárója, Esterházy Antal dunántúli főkapitány már korábban is brigadérosnak címezi)
- Balogh István (1710. szeptemberben, Érsekújvár kapitulációjakor elpártol)
  - 1704-től a Pozsony vármegyei felkelők főkapitánya, majd lovas ezereskapitány
  - 1706. júliustól brigadéros
- Berthóti István (†1709. október 15.)
  - 1704 szeptemberétől szolnoki főkapitány
  - 1705 őszétől (?) brigadéros
  - 1708 decemberétől érsekújvári kerületi vicegenerális
- Bezerédj Imre (árulási kísérlete miatt 1708. szeptember elején letartóztatják, hadbíróság elé állítják és 1708. december 18-án kivégzik)
  - 1704/1705-től lovas ezereskapitány
  - 1706. júliustól brigadéros
  - 1708. szeptember elején Rákóczi generális-főstrázsamesterré nevezi ki, de még kinevezési okmányának kézhezvétele előtt letartóztatják
- Chassant, Georges (1706. október 2-ától császári fogságban, a szabadságharc alatt már nem is tudják kiváltani)
  - 1705. augusztus 9./szeptember 11-étől brigadéros
- Czelder Orbán (1710. februárban, Lőcse kapitulációjakor a császáriak letartóztatják, és csak a szatmári béke után engedik szabadon, 1714-ben felkelést szervez a Szepességben, de elfogják, és 1717 októberében kivégzik)
  - 1703. októbertől gyalogos főhadnagy
  - 1704-től gyalog ezereskapitány
  - 1709. januártól brigadéros
- Csajághy János (közreműködött a szatmári béke létrehozásában)
  - 1704-től ezereskapitány (kinevezési okmánya csak később, 1705. augusztus 3-án kelt!)
  - 1708. augusztus 22-étől brigadéros
- Csáky László gróf (†1708. szeptember 22–24. között)
  - 1704. februártól lovas ezereskapitány
  - 1708. február 25-étől brigadéros
- Csáky Mihály gróf (emigrációban hunyt el)
  - 1704 őszétől brigadéros
  - 1705 őszén (?) generális-főstrázsamesterré, végül altábornaggyá lép elő
- Damoiseau, François (1708 tavaszáig szerepel a forrásokban)
  - 1705 elejétől XIV. Lajos megbízottjaként francia hadmérnök a kuruc hadseregben
  - 1707. december 18-ától brigadéros
- Domokos Ferenc (†1708. december 25. vagy 26.)
  - 1704. januártól lovas ezereskapitány (1705-től a gyalogságnál szolgál)
  - 1705 nyarától brigadéros
- Ebeczky Imre (1707 után betegsége miatt visszavonul, 1711 elején Murány kapitulációjakor elpártol)
  - 1703 végétől lovas ezereskapitány
  - 1704. novembertől Érsekújvár főkapitánya
  - 1705 őszén már brigadéros
- Ebeczky István (1711. május 15-én feladta Ungvár várát, és elfogadta a szatmári békét)
  - 1703/1704 fordulójától lovas ezereskapitány
  - 1705. augusztus 14-étől brigadéros
  - 1711 tavaszán generális-főstrázsamesterré lép elő
- Esze Tamás (†1708. május 27.)
  - 1703 májusában a szerveződő kuruc hadsereg első ezredese
  - 1707. április 18-ától brigadéros
- Fierville le Hérissy, Louis lovag (a szabadságharc végéig kuruc szolgálatban)
  - 1704. február 16-ától Rákóczi szolgálatában, az udvari gyalog gránátosok ezredese
  - 1707. június 24-étől brigadéros
- Fodor László (1709. augusztustól hadifogságban, 1710. január 18-án kivégzik az Ocskay lefejezése miatti bosszúból)
  - 1704 elejétől alezredes
  - 1705 őszétől gyalog ezereskapitány
  - 1709. júniustól brigadéros
- Jósika Dániel báró (aláírta a szatmári békét)
  - 1705 nyarán Forgách Simon tábornagy hadsegéde
  - 1706 elejétől lovas ezereskapitány
  - 1708. december 10-étől brigadéros
- Kisfaludy György (1709 végén elpártol)
  - 1704-től lovas ezereskapitány
  - 1705. június 15-étől brigadéros
- Kisfaludy László (1709 végén elpártol)
  - 1704-től lovas ezereskapitány
  - 1708. szeptember elejétől brigadéros
- Lemaire, Louis (1710 tavaszán/kora nyarán távozik Magyarországról)
  - 1705 elejétől XIV. Lajos megbízottjaként francia hadmérnök a kuruc hadseregben
  - brigadérosként szolgált, de nem egyértelmű, hogy a francia hadsereg brigadérosa vagy a fejedelem nevezte ki
- Nagyszegi (másként Leuka) Gábor (†1711. január 18.)
  - 1705-től (?) brigadéros
  - 1710. március végétől generális-főstrázsamester
- Náray László (1711. április 26-án Kassán kapitulál)
  - 1704 elejétől gyalog ezereskapitány
  - 1709. június közepétől brigadéros
- Ocskay László (1708. augusztus 28-án elpártol, 1710. január 1-jén kuruc fogságba esik, hadbíróság elé állítják és 3-án kivégzik)
  - 1703 nyarától – kora őszétől lovas ezereskapitány
  - 1705. augusztus 15-étől brigadéros
  - elpártolása után császári ezredes
- Ordódy György (1710. augusztusban Érsekújvár feladását szorgalmazza, ezért a kurucok fogságra vetik, 1711. március 8-án ítélet nélkül szabadul)
  - 1703-tól lovas ezereskapitány (előbb az egri felkelők, 1704 tavaszától az udvari lovas karabélyosok élén)
  - 1706. augusztus 2-ától brigadéros
- Ottlyk György (1711. februárban Lengyelországba megy, de nem sokkal a szatmári béke után hazatér)
  - 1704. februártól lovas ezredes (Bercsényi Miklós ezredének élén)
  - (1704. októbertől a fejedelem udvarmestere)
  - 1707. november végén már brigadéros (katonaként azonban csak a trencséni csata után szolgált egy rövid ideig)
- Palocsay György báró (elfogadta a szatmári békét)
  - 1704. májustól brigadéros (kinevezési okmányát csak 1706. április 6-án állítják ki!)
  - 1710. július elejétől generális-főstrázsamester
- Perényi Miklós báró (aláírta a szatmári békét)
  - 1704. június 29-étől brigadéros (kinevezési okmányát azonban csak 1708 szeptemberében állítják ki!)
- Pongrácz Gáspár báró (úgy tűnik, több ízben is labanccá lett, utoljára 1708 tavaszán)
  - 1703/1704-ben lovas ezereskapitány
  - 1705-ben brigadéros
- Radics András (1710 őszétől ágyban fekvő beteg, †1711. február 13. után, valószínűleg még Kassa április 26-ai feladása előtt)
  - 1704. novembertől haláláig Kassa városparancsnoka
  - 1705. áprilistól gyalog ezereskapitány
  - 1706. február 13-ától brigadéros
- Roth János György (†1707. március)
  - 1704. szeptembertől gyalog ezereskapitány
  - 1706. áprilistól brigadéros
- Sennyey Ferenc báró (utólag elfogadta a szatmári békét)
  - 1703-tól alezredes bátyja, Sennyey István lovasezredében
  - 1706. július 16-ától címzetes ezredes ugyanott
  - 1709. augusztus végén már brigadéros
- Sréter János (1711. augusztus közepén külön amnesztiával tér haza Lengyelországból)
  - 1703. október 18-ától a bányavárosok főkapitánya
  - 1704 elejétől ezereskapitány (egy lovas- és egy gyalogezrede is van)
  - 1705. december 28-ától brigadéros, a tüzérség főfelügyelője
- Szemere László (1710. szeptember közepétől betegszabadságon)
  - 1703/1704 fordulóján lovas ezereskapitány
  - 1704-től brigadéros
- Szentiványi János (Munkács vára 1711. júniusi kapitulációjáig kuruc)
  - 1704-től Bercsényi Miklós hadsegéde
  - 1705. október 1-jétől ezredes, a fejedelem udvari palotásainak parancsnoka
  - 1709. márciustól brigadéros
- Szentpétery Imre (aláírta a szatmári békét)
  - 1704 tavaszától (?) brigadéros
- Vas Sándor (†1709. április 6.)
  - 1705-ben csapatparancsnok (rendfokozat nélkül)
  - 1706. március 8-ától haláláig egri főkapitány
  - 1706. március 11-étől brigadéros
- Vay László (aláírta a szatmári békét)
  - 1704 elején már lovas ezereskapitány
  - 1708 novemberében már brigadéros